# Javier Ramos Cano
Javier Ramos Cano, más conocido como Javi Ramos (Benalmádena, España, 27 de abril de 1985), es un futbolista español. Juega de mediapunta y su actual equipo es la Unió Esportiva Rapitenca.

## Trayectoria
Comenzó a jugar al fútbol en las categorías inferiores del Atlético Benamiel CF. Posteriormente jugó varias temporadas en el Juventud Torremolinos CF en categoría de Cadete Autonómico y Liga Nacional Juvenil. En categoría senior volvió al Atlético Benamiel CF consiguiendo el ascenso a 1ªAndaluza en la que marcó 24 goles para recalar finalmente en el verano de 2007 en el filial del Málaga CF, el Málaga B, renombrado Atlético Malagueño. Perteneciendo al equipo filial, disputó varios partidos de Copa del Rey con el primer equipo. En 2010 fichó por la AD Adra y en la temporada 2010-11 ficha por el  CD Alhaurino de Tercera División.En la temporada 2011-12 volvió al Atlético Benamiel de 1ª Andaluza donde marcó 6 goles en las 8 primeras jornadas momento en el que fichó por la Unió Esportiva Rapitenca.Consiguió el ascenso a 3ª División Grupo V tras proclamarse campeones de Primera Catalana en una temporada histórica,batiendo el récord de puntos y quedando pichichi de su equipo con 17 goles en 26 partidos.Actualmente continúa en la Rapitenca,disfrutando de la vuelta de un histórico catalán a categoría nacional.

## Clubes
| Club                 | País   | Año       |
| -------------------- | ------ | --------- |
| Atlético Benamiel CF | España | 2005-2007 |
| Málaga B             | España | 2007-2009 |
| Málaga CF            | España | 2007-2009 |
| AD Adra              | España | 2009-2010 |
| FC Barcelona         | España | 2010–2011 |